# Траса Альбі
Траса Альбі (фр. Circuit d'Albi) — колишня гоночна траса, розташована на сході однойменного французького міста. Складалася із доріг загального користування. У сезоні 1951 була місцем проведення мотоциклетного Гран-Прі Франції. Пізніше через наявність дерев обабіч дороги з міркувань безпеки змагання на ній перестали проводитись.

## Історія

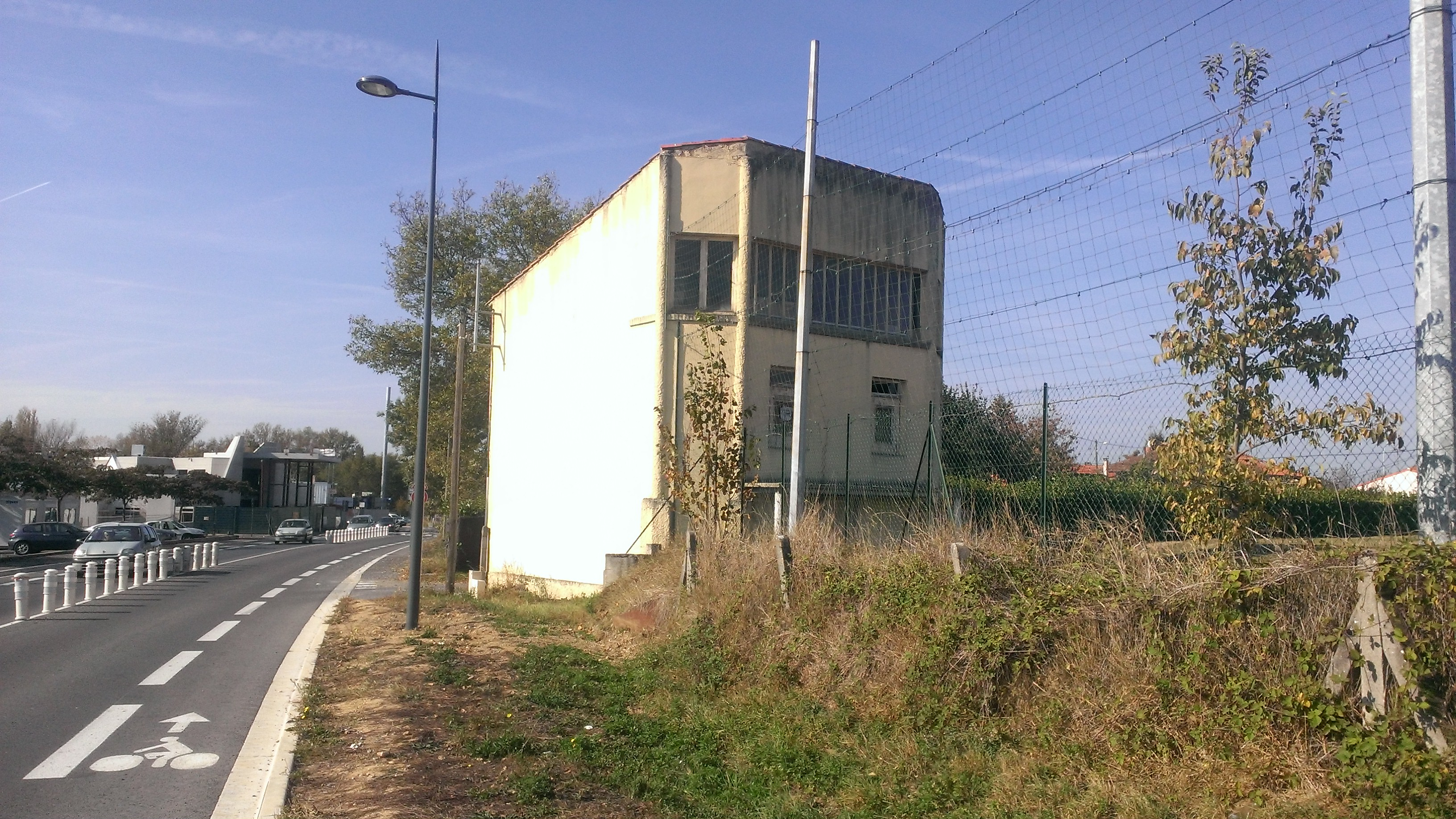
Сучасний стан

Історія змагань в Альбі бере свій початок з 1928 року, коли було засновано мотоциклетний клуб відпочинку на природі Альбігейос (M.C.C.A.). Вже у 1933 році клуб провів перші змагання на трасі. Первісна конфігурація траси мала загальну довжину 9,226 км, а програма змагань складалась із трьох гонок.
У 1951 році Альбі стала місцем проведення першого національного етапу чемпіонату світу з шосейно-кільцевих мотоперегонів серії Гран-Прі — Гран-Прі Франції. Це був третій сезон проведення змагань і чемпіонат лише набирав свою популярність, проте гонку відвідали приблизно 50 тис. глядачів. Заїзди пройшли у чотирьох класах: 500cc, 350cc, 250cc та 500cc на мотоциклах з колясками. На жаль, Гран-Прі було затьмарене загибеллю гонщика Даріо Амброзіні, у мотоцикла якого на швидкості 180 км/год розірвалось колесо і він в'їхав в залізну огорожу та помер по дорозі у лікарню. Його смерть стала другою в історії MotoGP та першою із трьох у тому сезоні.
В наступному році траса знову прийняла Гран-Прі Франції, проте цього разу результати гонок у залік чемпіонату світу не враховувались.
У 1954 році конфігурація треку була змінена, а сама траса була названа на честь Раймона Соммера — дворазового переможця гонки 24 години Ле-Мана, який загину у 1950 році.
З 1960 року з міркувань безпеки змагання на трасі Альбі не проводяться.